# Solimão ibne Abedalá ibne Tair
Solimão ibne Abedalá ibne Tair (em árabe: سليمان بن عبد الله بن طاهر; romaniz.: Sulayman ibn Abdallah ibn Tahir) foi um oficial taírida do século IX em serviço do Califado Abássida. Foi o último governador taírida do Tabaristão, governando até ser removido pela rebelião de Haçane ibne Zaíde em 864, e foi mais tarde nomeado governador de Baguedade e do Sauade em 869, uma posição que reteve até sua morte em 879.

## Vida

Coração sob os taíridas em 836

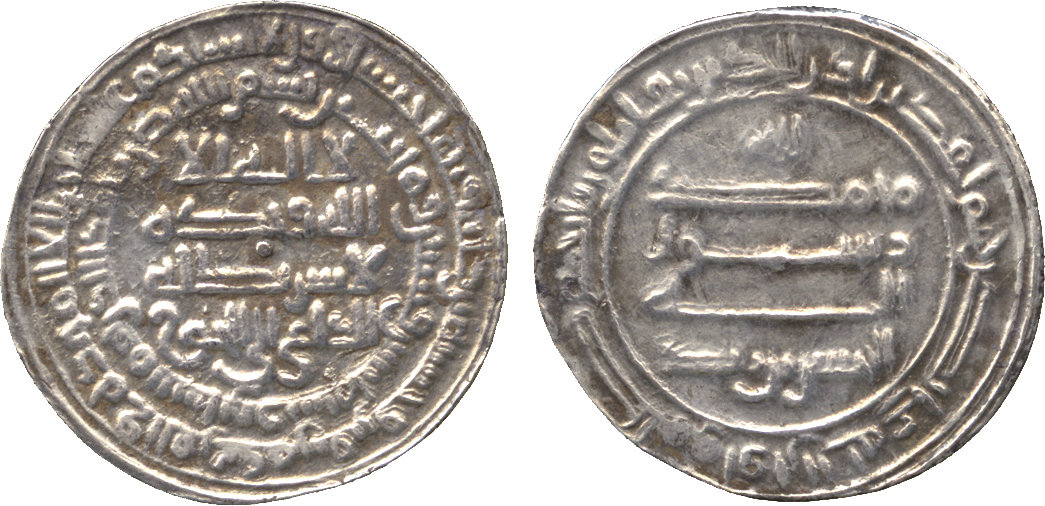
Dirrã de Haçane ibne Zaíde

### Governador do Tabaristão
Solimão foi o filho de Abedalá ibne Tair, o governador do Coração de 828 até 845. Segundo ibne Isfandiar, foi nomeado como governador do Tabaristão em 851 ou 854, e serviu lá em nome dos taíridas do Coração, sob cuja jurisdição a província caiu. Durante seu tempo no Tabaristão, Solimão permaneceu sob influência de seu representante Maomé ibne Aus de Bactro, que foi capaz de nomear membros de sua família como governadores das cidades e distritos da província. Estes últimos lidaram com os habitantes locais de maneira extremamente dura, e a administração de Solimão logo foi acusada de tirania e taxação excessiva. Segundo Atabari, parte dos abusos taíridas no Tabaristão foram causados por agentes de Maomé ibne Abedalá ibne Tair, que possuíam propriedades nos distritos que mais tarde formaram o núcleo da revolta.
Por 864, o desgoverno taírida no Tabaristão provocou uma revolta entre os residentes dos distritos ocidentais da província. Os rebeldes, que proclamaram o álida Haçane ibne Zaíde como seu líder, rapidamente ganharam força, conseguindo apoio entre os habitantes do Tabaristão e os dailamitas da vizinha Dailão. Após derrotar ibne Aus numa batalha, foram capazes de entrar em Amul em novembro de 864 e então marchou sobre Sari, onde Solimão estava estacionado. As tropas de Solimão partiram para defender a cidade, mas Haçane foi capaz de enviar uma segunda força para esgueirar-se por eles e entrar em Sari sem oposição. Solimão então abandonou o Tabaristão para Jurjã, deixando Haçane em controle da província.
Após sua fuga para Jurjã, Solimão reuniu suas tropas e requeriu reforços de seu sobrinho Maomé ibne Tair, o governador do Coração. Ele então marchou em direção ao Tabaristão e venceu uma vitória sobre os rebeldes no começo de 865, forçando Haçane a retirar-se, permitindo-o reocupar muito da província. Suas fortunas logo reverteram-se novamente, contudo, e após uma nova derrota ele novamente fugiu para Jurjã. Outra expedição foi logo depois empreendida contra os rebeldes, mas isso também terminou em fracasso, e Solimão depois desistiu de suas tentativas de recuperar a província para sempre.

### Governo de Baguedade

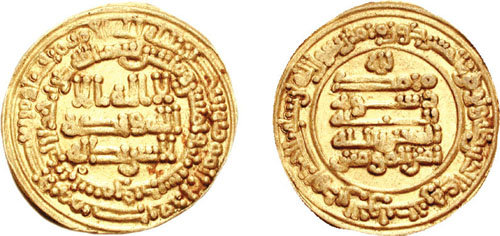
Dinar de ouro de Almutaz r.

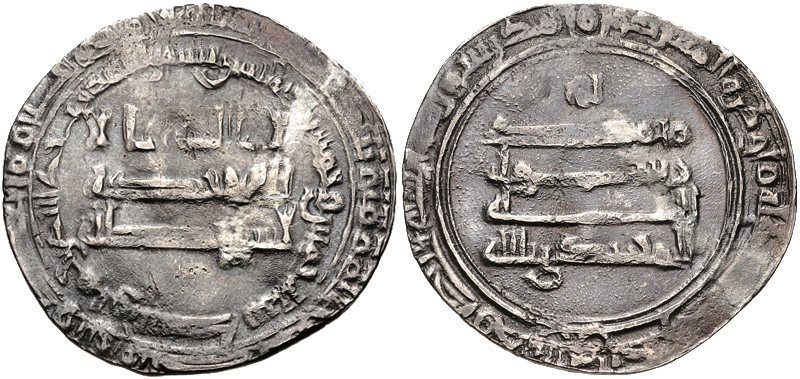
Dirrã de Almutadi r.

Em 869, Solimão fez seu caminho pro Iraque, e apresentou-se diante do califa Almutaz (r. 866–869) em Samarra. Em 24 de março, foi nomeado como chefe de segurança (xurta) em Baguedade e o Sauade, substituindo seu irmão Ubaide Alá ibne Abedalá ibne Tair naquela posição.
Após receber sua nomeação, Solimão foi forçado a lidar com o estado extremamente tumultuoso dos assuntos de Baguedade. Notícias da abdicação forçada de Almutaz e então a ascensão de Almutadi em julho de 869 encontraram a hostilidade dos residentes da cidade, que exigiram que o juramento de aliança fosse dado a [Almuafaque|Abu Amade ibne Mutavaquil]], e foi apenas após um derrabar de violência que as orações foram feitas em nome de Almutadi. Solimão também sofreu duma carência dos fundos disponíveis, e viu dificuldades em cumprir as exigências dos soldados pelo pagamento de seus salários. Muito antes, uma rivalidade eclodiu entre os comandantes baguedalis e Maomé ibne Aus, que esteve no comando das tropas que vieram com Solimão do Coração e Rei, complicando mais os assuntos na cidade.
Após vários incidentes, as tropas baguedalis cresceram alimentadas com as depredações e exigências de pagamento dos soldados de Maomé e amotinaram. Uma batalha eclodiu entre as duas facções, terminando com Maomé sendo derrotado e forçado a fugir da cidade. Solimão, em seguida, entrou em cena e amoleceu os comandantes baguedalis, enquanto enviou uma mensagem para Maomé instruindo-o a retornar para o Coração. Na carta, contudo, rejeitou esse comando e começou a saquear as imediações de Baradã e Naravã ao norte de Baguedade, que continuou até o governo central apaziguá-lo ao nomeá-lo sobre a Estrada do Coração dois meses e meio depois.
Solimão morreu em agosto ou setembro de 879, e suas posições foram atribuídas a Ubaide Alá ibne Abedalá. Excetuando o relato de sua morte e uma breve menção antes disso, Atabari não cita as atividades de Solimão entre 869 e 879. Segundo Hâmeza de Ispaã, Solimão foi demitido como governador em 873.